# Костумбризм
Костумбризм (исп. costumbrismo, от costumbre — нрав, обычай) — направление в литературе и изобразительном искусстве Испании и Латинской Америки XIX и начала XX столетия.
Костумбризм зародился в Испании в конце XVIII века и позже распространился по испаноязычным странам Северной, Центральной и Южной Америки.
Костумбризм характеризуется особым интересом к народным типам, национальному колориту, а также стремлением к почти документальному описанию природы и быта простых людей.

## Костумбризм в изобразительном искусстве
Костумбризм в изобразительном искусстве (особенно в странах Латинской Америки) начался с этнографических и географических зарисовок, постепенно переходя в жанровую и пейзажную живопись. Хотя зачастую костумбристы идеализировали патриархальные нравы и обычаи, а этнографические мотивы превращались у них в идилличные жанровые сцены, однако в целом костумбризм сыграл положительную роль в становлении национально-художественных школ во многих странах.
Крупные школы костумбристов сформировались на Кубе, в Чили, Аргентине, Уругвае и Венесуэле. Кубинские художники Ипполито Гарнерай (1783—1858) и Эдуардо Лапланте (1818-?) посвятили своё творчество изображению природы и городов, а Ф.Миале (1800—1868) и Виктор-Патрисио де Ландалусе (1825—1889) специализировались на жанровой живописи и внесли в кубинское искусство множество мотивов, подхваченных из реальной жизни. Колумбийский художник Рамон Торрес Мендес (1809—1885) в сериях рисунков «Обычаи Новой Гранады» отобразил характерные типы и сценки из народной жизни Колумбии, а перуанский художник-самоучка Франсиско Фьерро (1803—1879) в своих рисунках, гравюрах и акварелях с любовью и юмором запечатлел полувековой период в жизни Перу.
В стиле костумбризма также творили испанец Т. Гарсиа Сампедро, уругвайский художник Хуан Мануэль Беснес-и-Иригойен (1788—1865), аргентинец Карлос Морель (1813—94), чилиец Мануэль Антонио Каро (1835—1903), мексиканец Хосе Агустин Аррьета (1802—79).

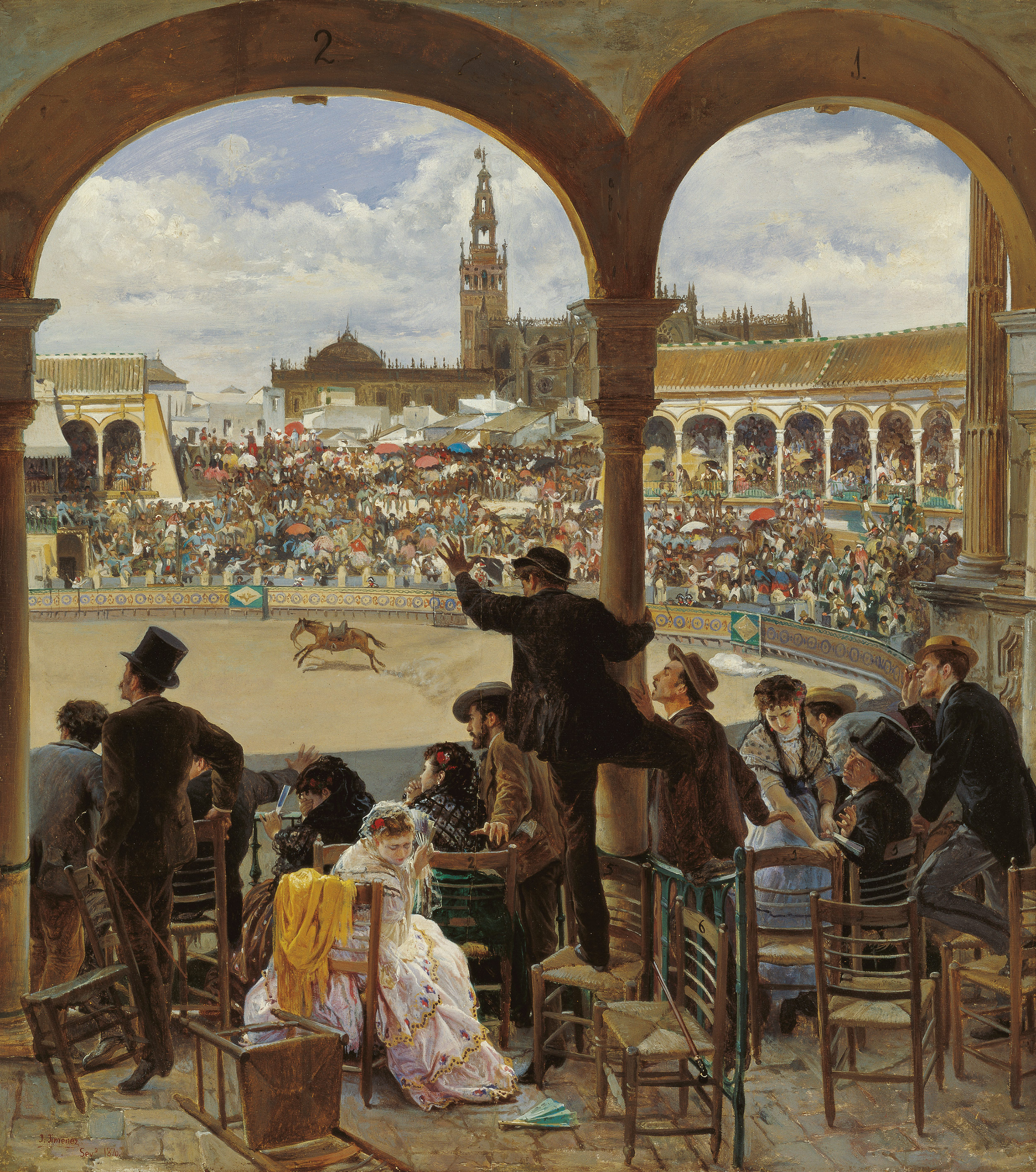
Хосе Аранда Хименес (1837—1903), «Арена», 1870
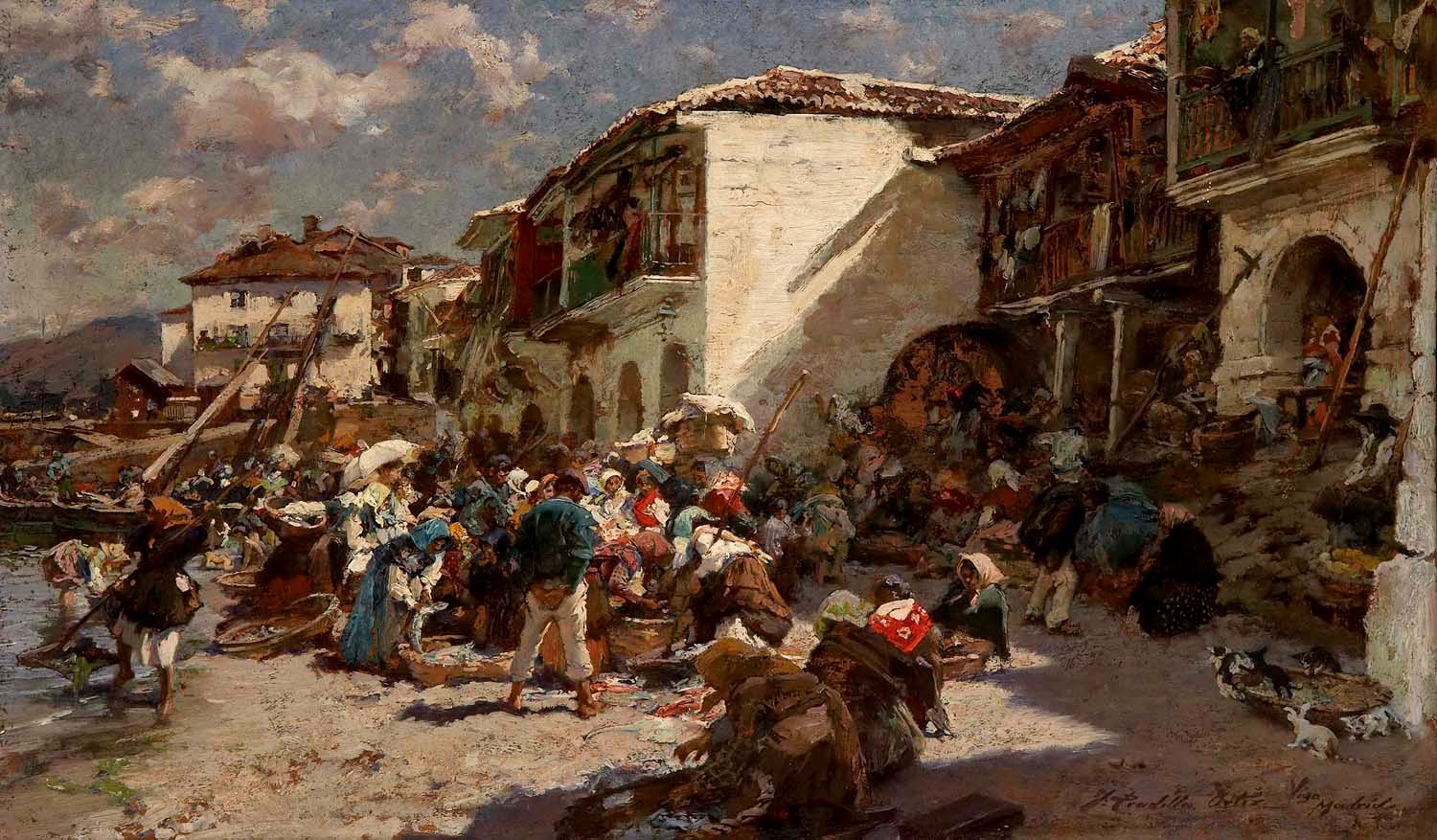
Франсиско Прадилья, «Продажа рыбы на пляже в Виго»
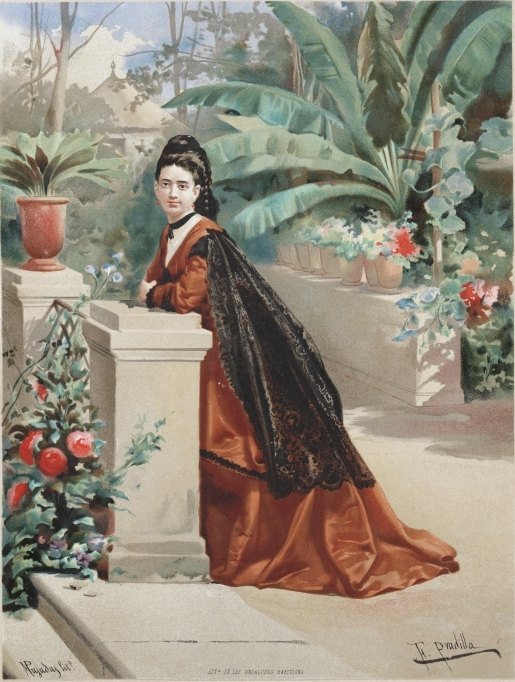
Франсиско Прадилья, «Женщина из Монтевидео»
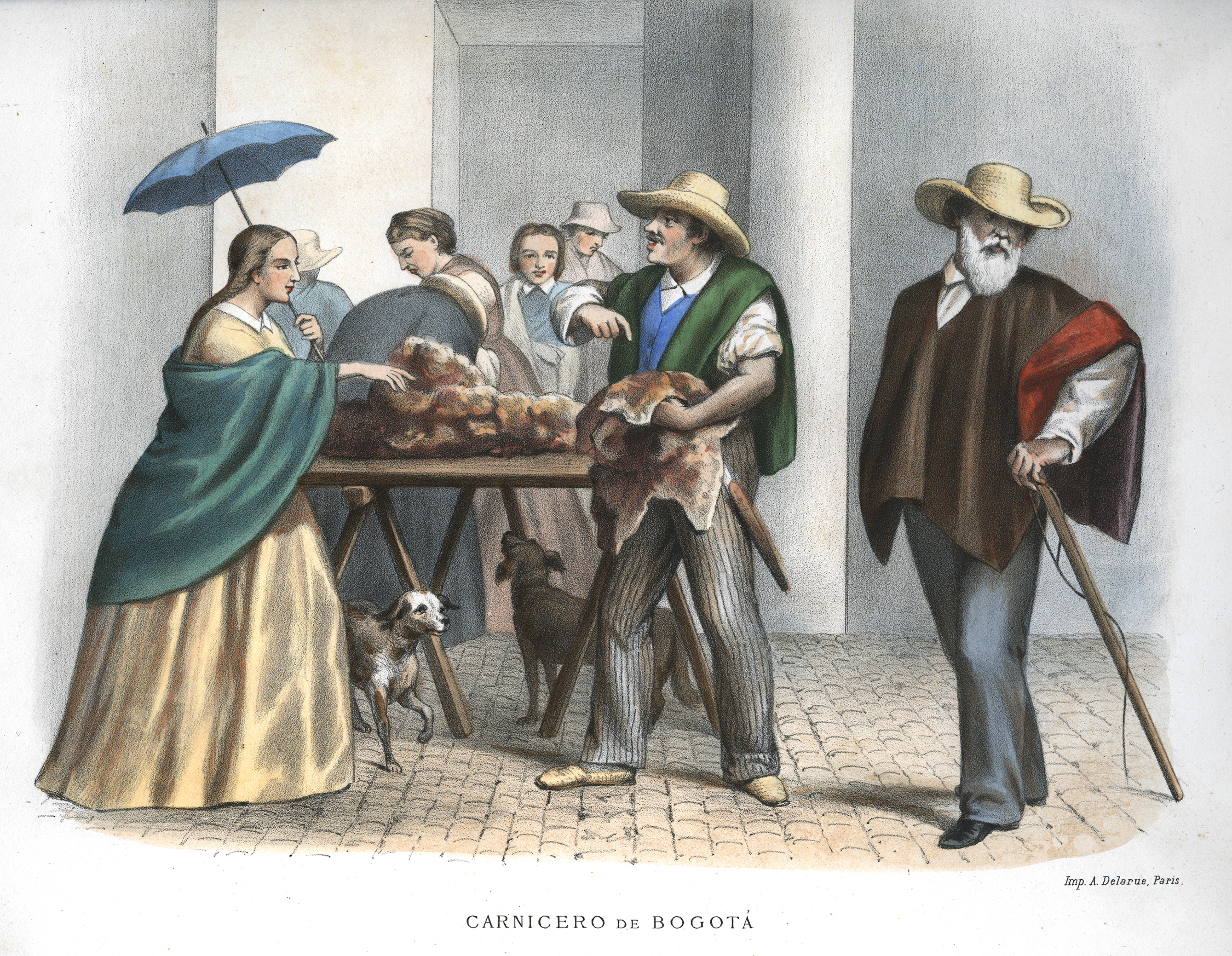
Рамон Торрес Мендес, «Мясник в Боготе»
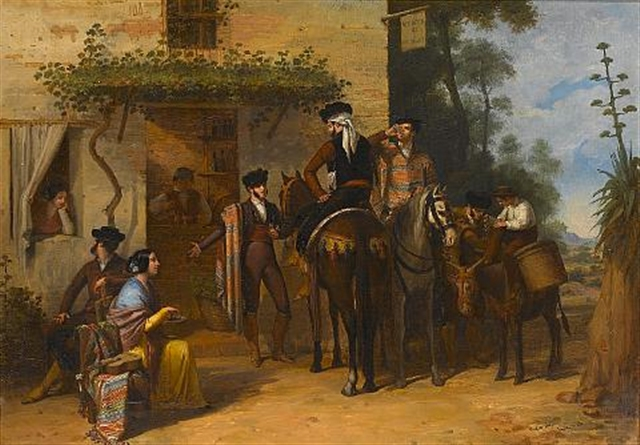
Хоакин Домингес Беккер, «Сцена в Андалузии»
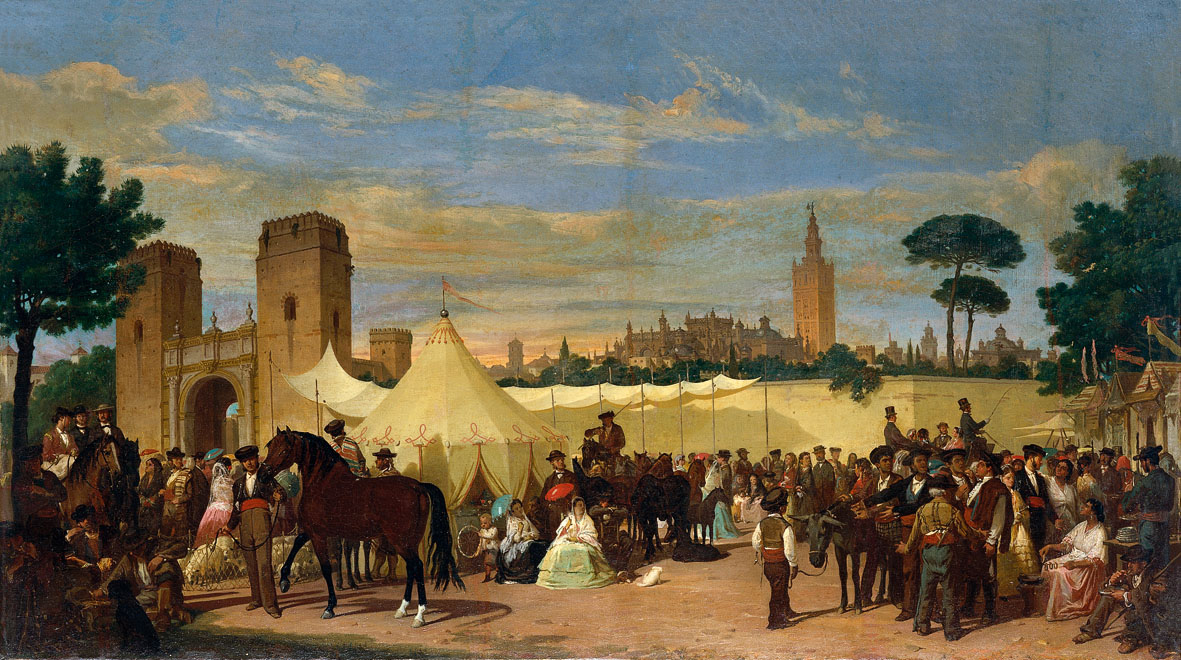
Хоакин Домингес Беккер, «Ярмарка в Севилье»
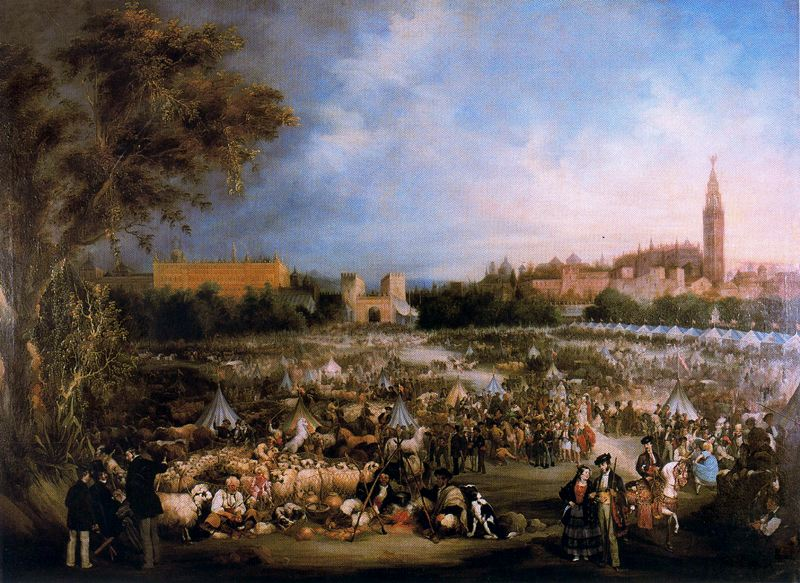
Андрес Кортес и Агилар , «Ярмарка в Севилье»
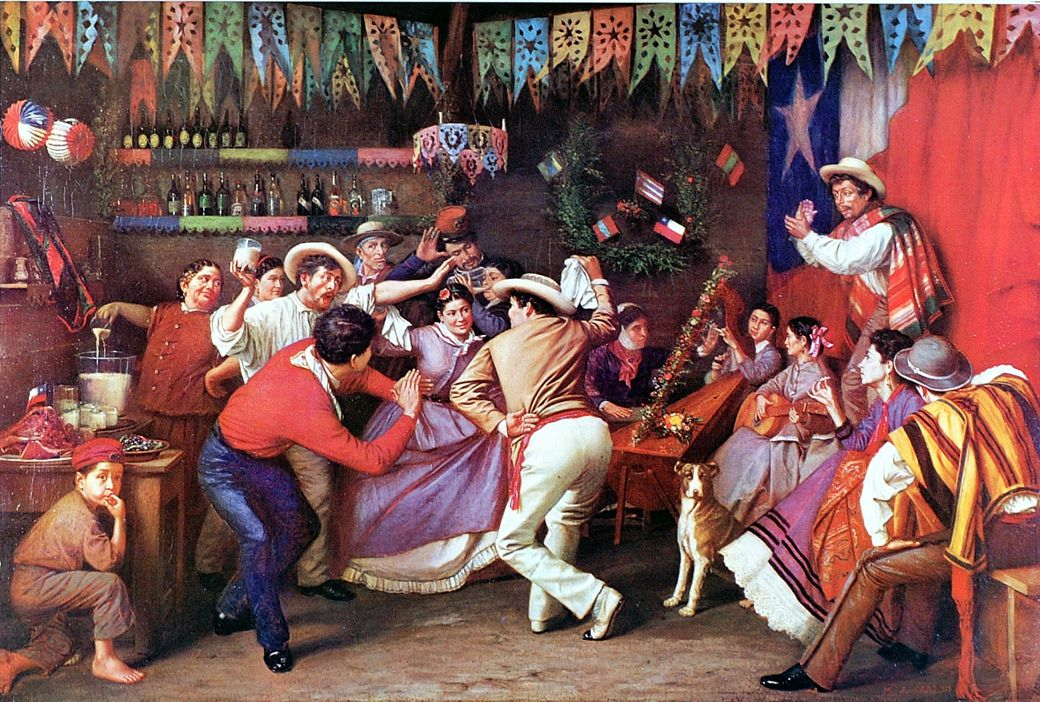
Мануэль Антонио Каро, «Танец замакуэка», 1873
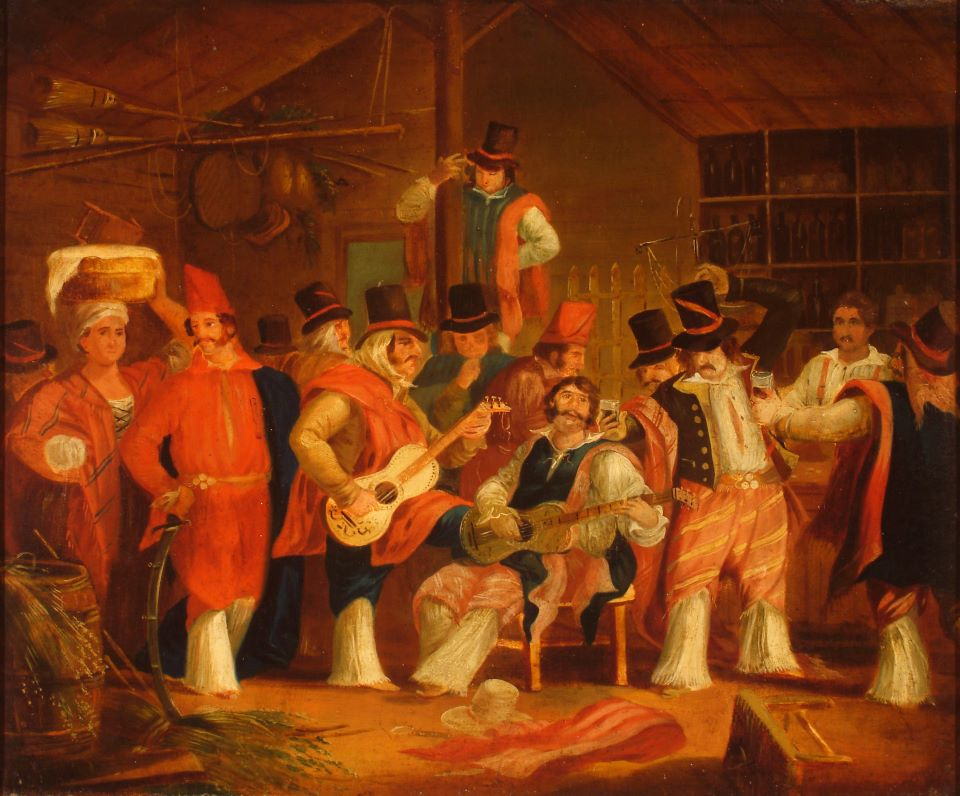
Карлос Морель, «Сцена в продуктовом магазине»

## Костумбризм в литературе
Истоки костумбризма следует искать в золотом веке испанской литературы XVI и XVII веков, но в крупную силу он вырос в первой половине XIX века, вначале в стихах, а затем в очерках, называемых Cuadros де costumbres («сцены нравов»), в которых подробно описывались типичные представители различных регионов и их социальное поведение, зачастую с сатирическим или философским подтекстом. Позже костумбризм получил также развитие в драматургии и в жанре романа. Непосредственным предшественником костумбристов считается испанский писатель Себастьян Миньяно-и-Бедойя (1779—1845), написавший в 1820 году серию очерков «Письма простодушного лодыря».

### Костумбризм Испании

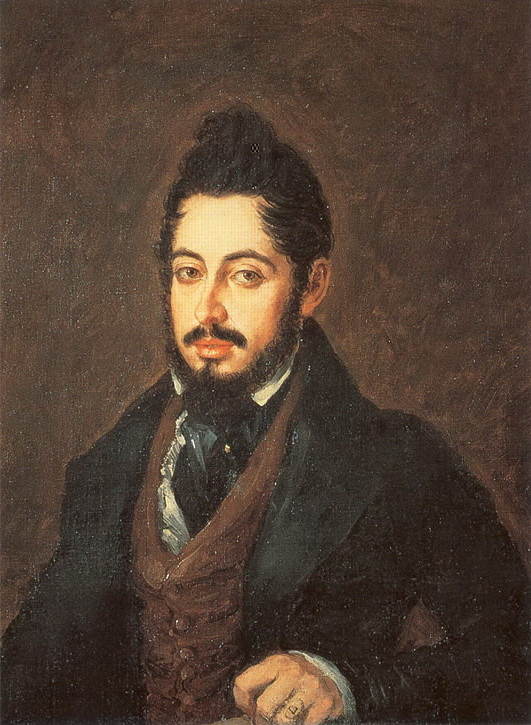
Мариано Хосе де Ларра

Основоположниками костумбризма в Испании являются: Рамон де Месонеро Романос (1803—1882), Мариано Хосе де Ларра (1809—1837) и Серафин Эстебанес Кальдерон (1799—1867), а также Хосе Сомоса (1781—1852) и Сантос Лопес Пелегрин (1801—1846).
Рамон де Месонеро Романос в 1822, в возрасте 20 лет, опубликовал свою первую книгу «Потерянное время, или Беглый очерк Мадрида в 1820—1821 гг.». Начиная с 1832 года он стал печатать в журналах костумбристские очерки под псевдонимом «Любопытный говорун» (в 1835—1838 годах эти очерки были включены в трёхтомную книгу «Мадридская панорама»). В 1836 году Месонеро Романос основал журнал «El Semanario Pintoresco Español» («Испанский живописный еженедельник»), который редактировал в течение 6 лет. Очерки нравов вошли в четырёхтомную книгу «Мадридские сцены», опубликованную в 1842 году, и в книгу «Типы, группы и наброски…», опубликованную в 1862 году. Месонеро Романосом были также написаны многочисленные очерки-портреты, в которых он отобразил различные общественные типы своих современников, а также очерки, в которых он описал бытовые сценки из жизни испанской столицы.
Мариано Хосе де Ларра в ранний период своего творчества писал романы и драматургические произведения в стиле романтизма, но наибольших успехов достиг в сатирической публицистике. В своих очерках Ларра рисует картину нравов, царящих в Испании и подвергает их острой критике. В 1828 году публикует очерки в своём журнале «El Duende satírico del día» («Сатирический оборотень современности»), в 1832—1833 годах — в журнале «El Pobrecito Hablador» («Простодушный болтун»). Эти очерки, как и очерки Месонеро Романоса, заложили основы испанского костумбризма.
Серафин Эстебанес Кальдерон, видный испанский ученый и государственный деятель, занимался также литературной деятельностью, публиковал нравоописательные очерки, которые в 1847 году были собраны в книге «Андалузские сцены» («Escenas andaluzas»). Эта книга прославила его как одного из крупнейших костумбристов. Очерки Эстебанеса Кальдерона, специально написанные архаизированным языком, рисуют красочные, жизненные картины патриархального быта и праздников, зарисовки необычных типов, а также интересные описания танцев Андалусии.
В 1843 году был опубликован коллективный сборник писателей-костумбристов «Испанцы, изобразившие сами себя», который вызвал появление других аналогичных изданий.
Среди костумбристов второй половины XIX века следует отметить Сесилию Бель де Фабер (1796—1877), писавшую под псевдонимом Фернан Кабальеро (сборник фольклора Андалусии «Картины нравов» (1862)) и Педро Антонио де Аларкона, опубликовавшего в 1874 книгу «Треуголка», в которой с тонкой наблюдательностью и юмором описал картины провинциального быта. Большое влияние оказал костумбризм и на творчество писателя-регионалиста Хосе Мария де Переда, который писал о Бесайе, горном районе на севере Испании (сборники рассказов «Горные эскизы» (1864), «Типы и пейзажи» (1871)).

### Костумбризм в странах Латинской Америки

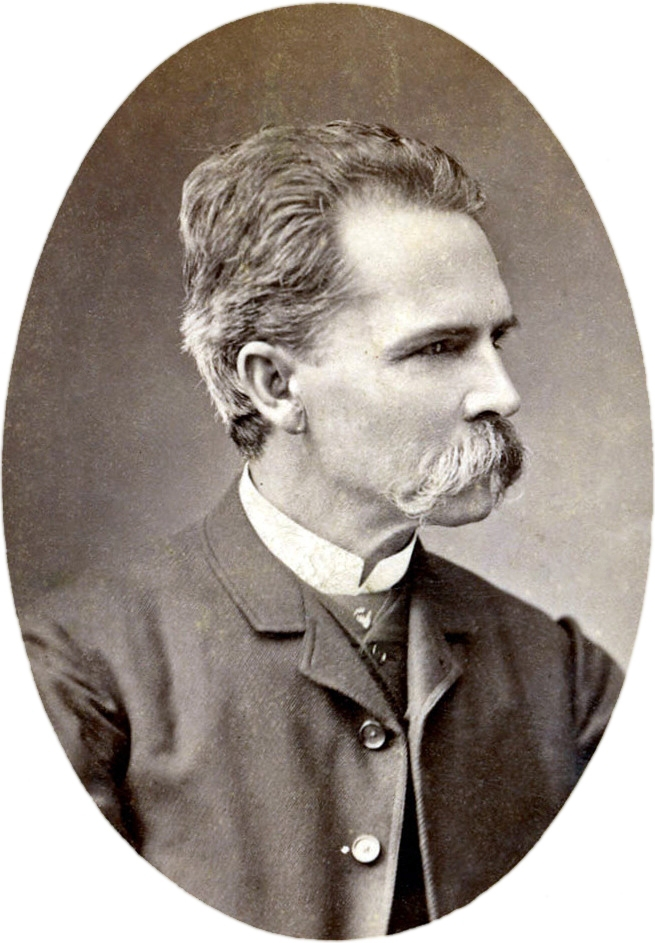
Хорхе Исаакс

В Колумбии костумбризм распространился почти параллельно с романтизмом в середине XIX века. Представители костумбризма объединились вокруг журнала «Мосаико» («El Mosaico»), который издавался с 1858 по 1871 год. Описание национального быта и нравов характерно для таких колумбийских писателей как Хосе Мария Сампер (1828—1888), Хосе Мария Вергара-и-Вергара (1831—1872), Хосе Эугенио Диас Кастро (1804—1865). В стиле костумбризма также писали очеркисты-сатирики Хуан де Дьос Рестрепо (1827—1897) и Хосе Давид Гуарин (1830—1890). В творчестве известного колумбийского писателя, политика и дипломата Хорхе Исаакса (1837—1895) сочетаются элементы костумбризма и романтизма (роман «Мария», 1867).
Костумбризм в Коста-Рике возник достаточно поздно, на рубеже XIX и XX веков. В стиле костумбризма писал М.Аргуэльо Мора (1845—1902), опубликовавший в 1899 году сборник рассказов и легенд «Живописная Коста-Рика», а также Рикардо Фернандес Гуардия (1867—1950), автор «Коста-риканских рассказов», опубликованных в 1901 году.
В Никарагуа костумбризм возник к началу XX века, в этом стиле писал романист Г.Гусман, публицисты Х. Д. Гомес и А.Флетес Баланьос.
На Кубе костумбризм распространился в середине XIX века. Наиболее известными представителями этого жанра были: Гаспар Бетанкур Сиснерос (1803—1866), Хосе Мария де Карденас-и-Родригес (1812—1882), Хосе Викториано Бетанкур (1813—1875), Л. В. Бетанкур (1843—1885).
В Боливии костумбризм возник в конце XIX века. В этом стиле написаны повести писателя Линдауро Ансотеаги де Камперо (1846—1898) и рассказы посвящённые провинциальной жизни А.Самудио (1854—1928).
В Мексике костумбризм распространился в 40-х годах XIX века. Особенностью прозы Мексики середины XIX столетия было то, что она сочетала в себе элементы романтизма, костумбризма и реализма. Наиболее известный представитель жанра костумбризма — Хуан Баутиста Моралес (1788—1856). Поэт Гильермо Прието (1818—97) опубликовал в 1883 году сборник сатирических стихотворений «Уличная муза», который также относится к этому жанру. Перу писателя-костумбриста Мануэля Пайно (1810—94) принадлежат романы «Проделки дьявола» (1845—46), «Человек с положением» (1861), «Бандиты из Рио-Фрио» (1889—91) и сборник рассказов «Хмурые вечера» (1871), в которых автор описывает калейдоскоп социальной жизни Мексики: быт и нравы беднейших слоёв населения, ремесленников и представителей мексиканского высшего общества.

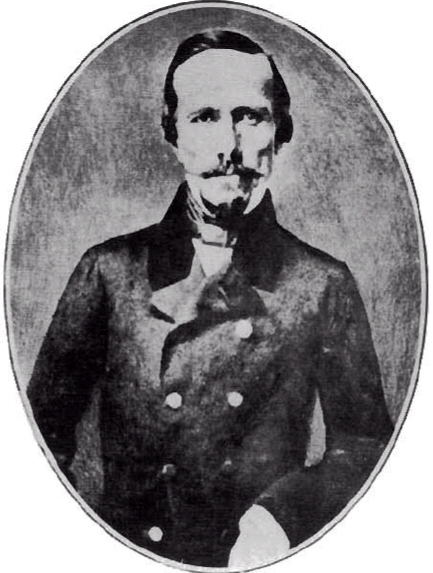
Хосе Хоакин Вальехо

В Чили костумбризм развивался в полемике с романтизмом. Крупнейшим представителем чилийского костумбризма являлся Хосе Хоакин Вальехо («чилийский Лара», 1811—1858), который в своих сатирических рассказах писал о жизни разных социальных слоёв населения. С элементами этого стиля писали и мемуаристы Хосе Сапьола (1802—1885), Висенте Перес Росалес (1807—1886), Даниэль Рикельме (1857—1912). Раньше, чем в других странах Латинской Америки, в Чили зародился реализм, который тесно смыкался с костумбризмом. Первый в Латинской Америке и крупнейший чилийский реалист Альберто Блест Гана также писал с элементами костумбризма (цикл романов «Человеческая комедия Чили»).
В Аргентине, в отличие от большинства других стран, костумбризм нашел воплощение в поэзии. Поэма «Фауст», написанная в 1866 году Эстанислао дель Компо (1834—1880) и поэма «Сантос Вега», написанная в 1885 году Рафаэлем Облигадо, посвящены сельской теме.
В Венесуэле костумбризм начал укрепляться с середины XIX века, в этом стиле писали Даниэль Мендоса (1839—1867), Никанор Болет Пераса (1838—1906).
В Гватемале родоначальником костумбризма стал Хосе Милья-и-Видаурре (1822—1882), написавший сборник очерков «Картины нравов» (1865), в котором отобразил реальный быт страны.